# Alte Kirche Witikon

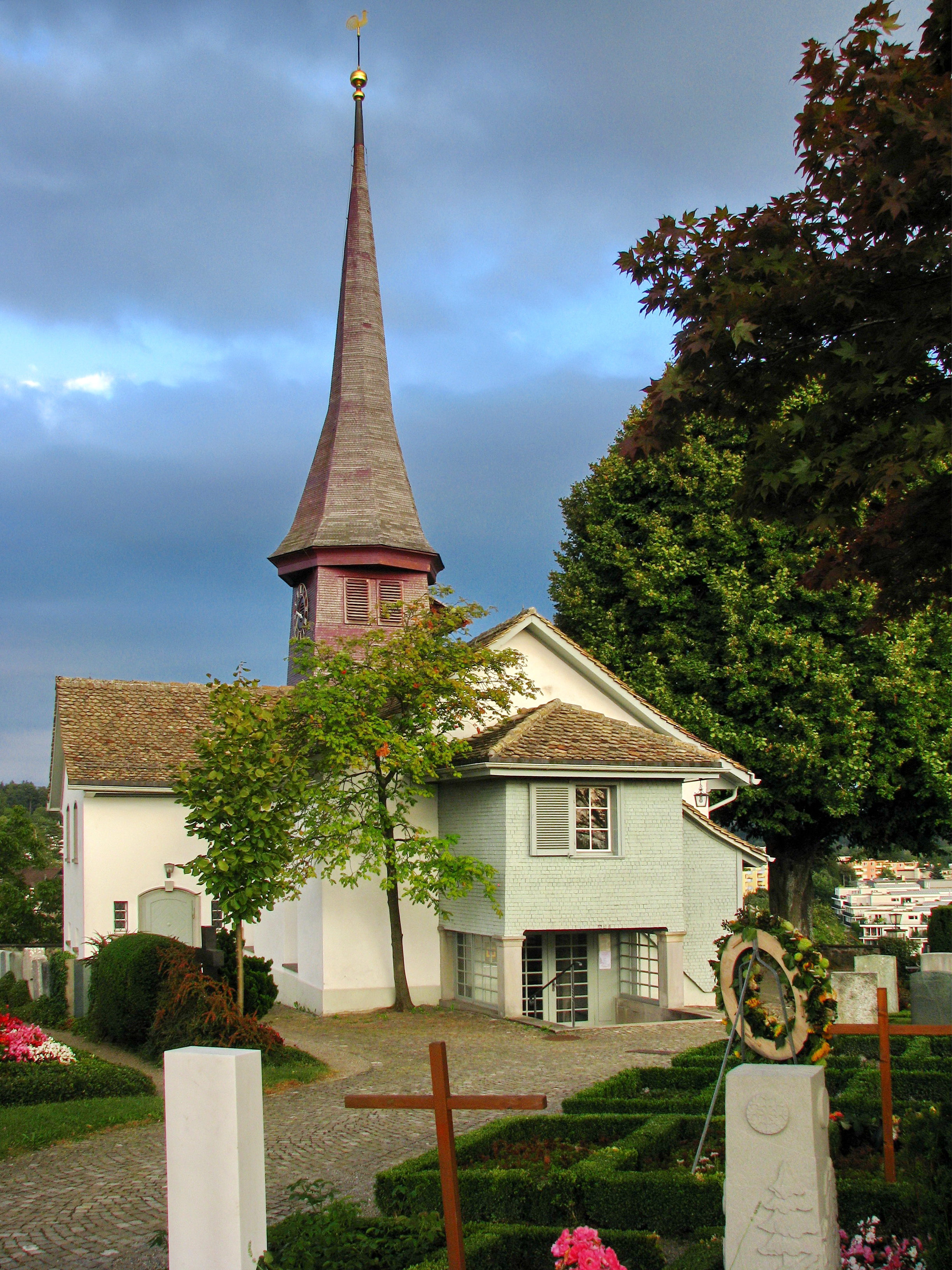
Alte Kirche Witikon

Die Alte Kirche Witikon ist eine evangelisch-reformierte Kirche im Quartier Witikon. Mit ihrer Lage auf 629 m ü. M. ist sie die höchstgelegene Kirche der Stadt Zürich.

## Geschichte
Die Alte Kirche Witikon wurde im Jahr 1270 urkundlich erstmals erwähnt. Es handelte sich ursprünglich um eine dem Hl. Otmar geweihte Kapelle. Im Jahr 1612 erhielt die Kirche ihren ersten Dachreiter. 1768 wurde die Kirche durch einen neuen, grossen Chor zu einem grosszügigen Predigtraum ausgebaut. In den Jahren 1820, 1889 und 1901 wurde die Kirche erneut umgestaltet, wobei sie eine neue Empore, ein neues Chorfenster sowie einen neuen Dachreiter erhielt. 
Nach einer Gesamtrenovation 1926 wurde 1939–1940 eine Sakristei angebaut und die Kirche mit neuen Sitzbänken, Wandtäfer und einer neuen Emporenbrüstung ausgestattet. 1975 erfolgten eine Chorrenovation sowie der Einbau einer neuen Orgel an der Ost- und Nordwand des Chores.

## Baubeschreibung

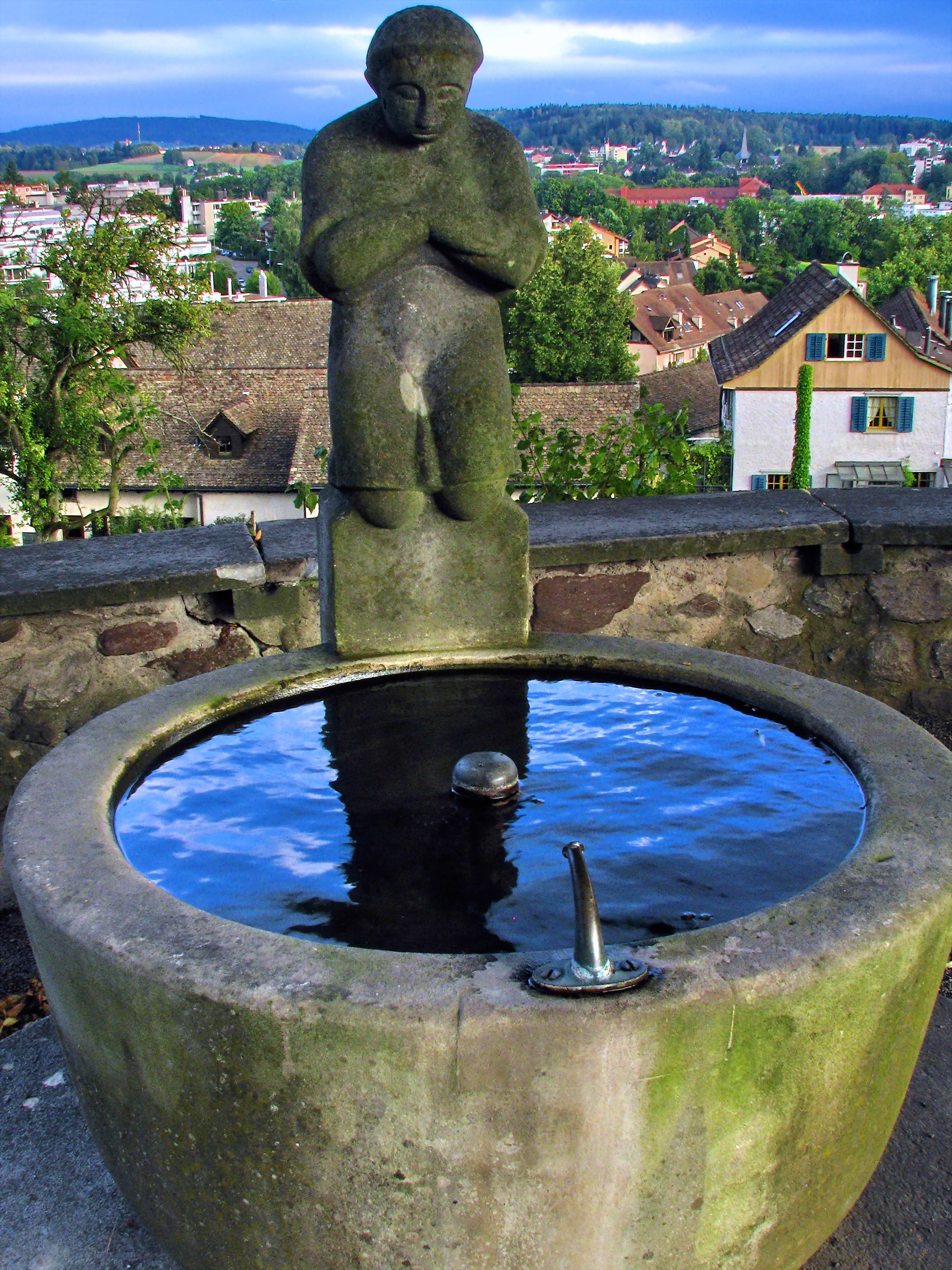
Brunnen von Arnold Gygi

Die Alte Kirche Witikon erhebt sich auf einer Hügelkuppe im Zentrum des historischen Kerns von Witikon. Gemäss Legenden soll sich auf der Hügelkuppe einst ein keltischer Kultort befunden haben. Die umliegenden Wiesen wurden im 20. Jahrhundert rechtzeitig mit einem Bauverbot belegt, sodass die Kirche ihr markantes Erscheinungsbild behalten konnte. Auf dem tropfenförmigen Areal um die Kirche ist vor dem Jahr 1000 der historische Kirchhof Witikon entstanden. Es handelt sich um den ältesten Friedhof der Stadt Zürich, der noch immer belegt wird. Wegen des Bauverbots auf den umliegenden Wiesen konnte der Kirchhof nicht zu einem Friedhof ausgebaut werden, sodass der neue Friedhof an der Witikonerstrasse errichtet werden musste. 
Vor der Kirche steht ein Brunnen mit Rundschale und einer knienden Figur von Arnold Gygi aus dem Jahr 1938. Die Alte Kirche Witikon ist im Grundriss ein längsrechteckiges Schiff mit querrechteckigem Chor. Die Sakristei aus dem Jahr 1948 befindet sich im Norden, die Eingänge zur Kirche befinden sich im Westen und im Süden. Der Innenraum der Kirche ist schlicht gehalten und wird mit einer flachen Holzdecke abgeschlossen. Der Taufstein stammt aus dem Jahr 1715, die Chorfenster wurden 1939 von Max Billeter gestaltet. Die westliche Emporenbrüstung rundet die Innenausstattung ab.

## Glocken
Im Dachreiter hängen drei Glocken in der Tonfolge a' cis" e".

## Orgel
1970 erhielt die Alte Kirche Witikon ihre heutige Orgel. Es handelt sich um ein Instrument mit 15 klingenden Registern sowie einem Auszug auf zwei Manualen sowie Pedal, das durch die Firma Neidhart & Lhôte, St-Martin NE erbaut wurde. 1999 erfolgte eine Revision durch Orgelbau Metzler AG, Dietikon.
| I Hauptwerk C–g3 |      |
| Rohrflöte        | 8′   |
| Prinzipal        | 4′   |
| Blockflöte       | 2′   |
| Sesquialtera II  | 2/3′ |
| Terz (Auszug)    |      |
| Mixtur II        | 2′   |

| II Brustwerk C–g3 |      |
| Gedackt           | 8′   |
| Koppelflöte       | 4′   |
| Prinzipal         | 2′   |
| Gemsquinte        | 1/3′ |
| Cymbel            | 2/3′ |
| Regal             | 8′   |

| Pedal C–f1    |     |
| Subbass       | 16′ |
| Holzprinzipal | 8′  |
| Dolkan        | 4′  |
| Fagott        | 8′  |

- Koppeln: II/I, I/P, II/P

## Trivia
Während der Reformation predigte in der Alten Kirche Witikon Wilhelm Röibli (ca. 1490–1559). Da er sich mit den Wiedertäufern fraternisierte, wurde er des Landes verwiesen.
Der Witiker Pfarrer Johann Jakob Wick (1522–1588) sammelte illustrierte Flugblätter und Einblattdrucke. Die nach ihm benannte Sammlung Wickiana zählt zu den bedeutendsten Nachrichtensammlungen des 16. Jahrhunderts und umfasst zwei Dutzend Bände, welche über Hexen, Mörder, Kriegsgräuel, Monster und Naturereignisse berichten.
Im Jahr 1799 nutzten französische Truppen unter General André Masséna den Kirchhügel von Witikon als Festung. Die napoleonischen Truppen wurden von den Österreichern überrascht und nach Kämpfen von Witikon vertrieben. An zwei Stellen der Aussenwand sind noch immer Kanonenkugeln aus den kriegerischen Auseinandersetzungen von 1799 eingemauert.